# گوین ریچاردز
گَوین ریچاردز (انگلیسی: Gavin Richards؛ زادهٔ ۳ ژوئیهٔ ۱۹۴۶) بازیگر، نویسنده و کارگردان اهل بریتانیا است.
او که دانش‌آموختهٔ مدرسهٔ تئاتر اولد ویک بریستول است، از سال ۱۹۶۶ میلادی تاکنون مشغول فعالیت بوده‌است و چندین کتاب هم منتشر کرده است.
از آثار او می‌توان به فیلم سینمایی انسان بودن، تله‌فیلم مرگ تصادفی یک آنارشیست و مجموعهٔ تلویزیونی هَنِی (حادثه‌جو) اشاره نمود.